# Thỏ Mỹ

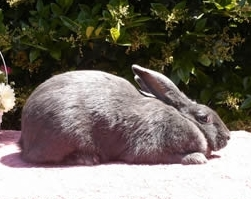
Một con thỏ Mĩ

Thỏ Mĩ (American Rabbit) là một giống thỏ nhà có nguồn gốc từ Hoa Kỳ và được biết đến lần đầu tiên vào năm 1917. 

## Đặc điểm

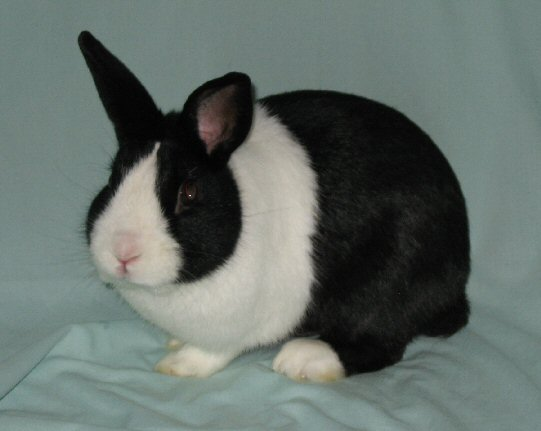
Thỏ đen Mĩ

Giống thỏ này được đặc trưng bởi bộ lông trắng và mượt hoặc lông xám xanh. Đây là loài thỏ dễ nuôi, có khả năng kháng bệnh tốt, tận dụng được nhiều nguồn thức ăn, sinh sản cao, trung bình mỗi năm thỏ cái sinh sản 6 lứa, từ 7-8 con/lứa, một con thỏ cái mỗi năm sinh sản bình quân từ 7 đến 11 lần, được khoảng 35 con. Đối với thỏ thương phẩm, chỉ nuôi sau 2 tháng mỗi con cũng đạt được trên 2 kg. Mặc dù có nguồn gốc ở Mỹ nhưng các con thú này lại rất phù hợp với điều kiện khí hậu miền trung Việt Nam.